# حسین السید (بازیکن فوتبال)
حسین السید (انگلیسی: Hussein El Sayed؛ زادهٔ ۱۸ سپتامبر ۱۹۹۱) یک بازیکن فوتبال اهل مصر است.

## باشگاهی
از باشگاه‌هایی که در آن بازی کرده‌است می‌توان به باشگاه ورزشی الاهلی مصر اشاره کرد.

## تیم ملی
وی همچنین در تیم ملی فوتبال مصر بازی کرده است.